# Triportheus rotundatus

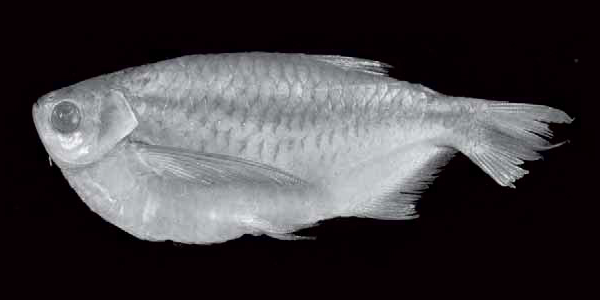
Triportheus rotundatus

Triportheus rotundatus és una espècie de peix de la família dels caràcids i de l'ordre dels caraciformes.

## Morfologia
- Els mascles poden assolir 17,8 cm de llargària total.[5]

## Reproducció
Té lloc durant l'estació de pluges.

## Alimentació
Menja fruits, llavors i insectes que troba a la superfície de l'aigua.

## Hàbitat
Viu en zones de clima tropical entre 24 °C - 27 °C de temperatura.

## Distribució geogràfica
Es troba a Sud-amèrica, a les conques fluvials costaneres de les Guaianes i conca del riu Amazones.